# Louis Nail

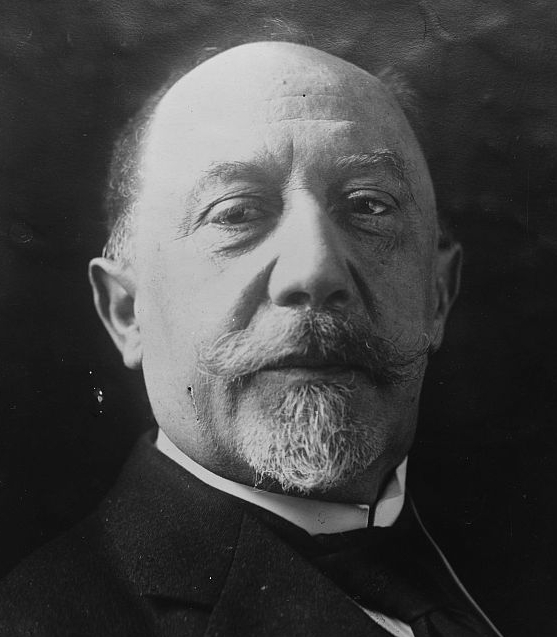
Louis Nail

Louis Léon Jules Nail (* 27. September 1864 in Château-Gontier; † 9. Oktober 1920 in Paris) war ein französischer Jurist und Politiker der Dritten Republik. Er war von 1917 bis 1920 Justizminister.

## Leben
Nail arbeitete beruflich als Rechtsanwalt in Lorient und war später Präsident der dortigen Rechtsanwaltskammer. Er war seit 1898 Mitglied des Generalrates im Département Morbihan, dem er von 1913 bis zu seinem Tode als Präsident vorstand. Von 1904 bis 1912 amtierte er als Bürgermeister von Lorient. 1910 wurde er in die Abgeordnetenkammer gewählt, der er ohne Unterbrechung bis zu seinem Tode angehörte.
Während des Ersten Weltkrieges war Nail Mitglied eines Ausschusses, der sich mit dem Kauf von Schiffen im Ausland beschäftigte. Vom 29. Oktober 1915 bis zum 4. Juli 1917 bekleidete er die Funktion als Unterstaatssekretär der Marine bzw. Handelsmarine in den von Aristide Briand und Alexandre Ribot geführten Regierungen. Vom 16. November 1917 bis zum 20. Januar 1920 amtierte er als Justizminister in der von Georges Clemenceau geleiteten Regierung.